# Leptostomias gladiator
Leptostomias gladiator är en fiskart som först beskrevs av Zugmayer, 1911.  Leptostomias gladiator ingår i släktet Leptostomias och familjen Stomiidae. Inga underarter finns listade i Catalogue of Life.